# Gàlag elegant
Els gàlags elegants (Euoticus) són un gènere de primats de la família dels gàlags, format per només dues espècies.
El tret distintiu dels membres d'aquest gènere, és la presència d'ungles amb forma de quilla, amb crestes centrals prominents que acaben en puntes amb forma d'agulla. Aquestes ungles característiques es troben en tots els dits, excepte en el polze, i els dits gros i segon del peu, que presenten urpes en lloc d'ungles.

## Classificació
- Gènere Euoticus
  - Gàlag elegant meridional (Euoticus elegantulus)
  - Gàlag elegant septentrional (Euoticus pallidus)
    - Euoticus pallidus pallidus
    - Euoticus pallidus talboti